# Daniele De Luigi
Daniele De Luigi, född 23 juli 1965, är en fotbollstränare från San Marino.

## Karriär
De Luigi är ordförande för San Marino Calcio sedan 2007 då han kom som ersättare för Werther Cornieto som hade avgått.